# 광양시 (1996년 선거구)
광양시는 대한민국의 옛 국회의원 선거구이다. 당시 전라남도 광양시 지역을 관할했다.

## 역사
1995년 1월, 동광양시와 광양군이 통합되면서 통합 광양시가 출범했다. 이에 제15대 국회의원 선거를 앞두고 동광양시·광양군 선거구가 광양시 선거구로 개편되었다.
제16대 국회의원 선거를 앞두고 선거구 조정이 일어났다. 이에 구례군과 함께 광양시·구례군 선거구를 이루게 되면서 폐지되었다.

## 역대 국회의원
| 선거   | 정당 | 정당           | 의원   |
| ------ | ---- | -------------- | ------ |
| 1996년 |      | 새정치국민회의 | 김명규 |

## 역대 선거 결과

### 대한민국 제15대 국회의원 선거
|  | 58.69% |

|  | 27.44% |

|  | 9.28% |

|  | 3.63% |

|  | 0.94% |